# Прибытков, Виктор Васильевич
Виктор Васильевич Прибытков (10 октября 1935, с. Новоуглянка, Усманский район, Воронежская область — 12 декабря 2020) — советский общественный и партийный деятель, мемуарист.
Депутат Совета Национальностей ВС СССР 11 созыва (1984—1989) от Башкирской АССР.

## Биография
Родился 10 октября 1935 года в с. Новоуглянка Усманского района (ныне — Липецкая область).
Закончил усманскую среднюю школу № 2, затем — Липецкий машиностроительный техникум. Получив специальность техника-технолога литейного производства, работал на Липецком тракторном заводе. В 1954 году утверждён инструктором Липецкого обкома комсомола и в том же году избран комсоргом ЦК ВЛКСМ на Липецком тракторном заводе. С 1957 по 1960 годы работал в аппарате Липецкого обкома комсомола заместителем заведующего отделом. Затем в течение двух лет руководил отделом областного Совета профсоюзов. С 1962 года В. В. Прибытков снова находился на комсомольской работе. Его избирают секретарем обкома ВЛКСМ. В 1963—1965 году он работает первым секретарем Липецкого (промышленного) обкома комсомола. В 1964 году В. Прибытков окончил юридический факультет ВГУ по специальности «правоведение» (заочно).
В. В. Прибытков неоднократно избирался депутатом Липецкого городского и Липецкого областного Советов депутатов трудящихся, членом обкома КПСС, кандидатом в члены бюро Липецкого (промышленного) обкома КПСС.
С 1970 года Виктор Васильевич работает в аппарате ЦК ВЛКСМ заместителем заведующего отделом рабочей молодёжи ЦК комсомола. С 1972 года он переведён на работу в аппарат ЦК КПСС. Работал инструктором, заместителем заведующего сектором, а с 1976 года — помощником Секретаря ЦК КПСС. В 1984—1985 годы В. В. Прибытков — помощник Генерального секретаря ЦК КПСС К. У. Черненко. Избирался депутатом Верховного Совета, был членом Комиссии законодательных предложений Верховного Совета СССР. В 1985—1991 годы заместитель начальника Главного управления по охране государственных тайн в печати при Совете Министров СССР, затем работал в Контрольной палате СССР, в Контрольно-бюджетном комитете при Верховном Совете СССР, в Счётной палате Российской Федерации.
Действительный государственный советник Российской Федерации 3 класса. Награждён орденами Трудового Красного Знамени, «Знак Почёта», Государственными медалями.
Похоронен на Востряковском (Северном) кладбище столицы (уч. 77).

## Труды
- Аппарат — Санкт-Петербург: ВИС, 1995. — 224 с.
- Аппарат. 390 дней и вся жизнь Генсека Черненко — Москва: Молодая гвардия, 2002. — 208 с.
- Радость встреч и боль утрат. — М.: Молодая гвардия, 2006. — 224 с.
- Черненко. — М.: Молодая гвардия, 2009. — (Жизнь замечательных людей). — 224 с.
- Главлит и цензура : записки заместителя начальника Главного управления по охране государственных тайн в печати при Совете министров СССР. — М. : Молодая гвардия, 2014. — 108, [3] с. — ISBN 978-5-235-03727-4